# Posizione di Lewis-Mogridge
La Posizione di Lewis–Mogridge stabilisce che "tutti i nuovi investimenti nella costruzione di strade in un'area urbana congestionata avrà l'effetto di ridurre la velocità media del sistema di trasporto sia pubblico, sia privato". Essa si riferisce all'osservazione empirica per l'area di Londra in cui più strade vengono costruite in un'area urbana congestionata più traffico viene generato per riempirle. Una volta costruita una strada, dopo poche settimane gli attesi vantaggi in termini di maggiore velocità di scorrimento vengono esauriti dall'affluenza di nuove auto riportando il grado di congestione e la velocità media di percorrenza alla situazione di partenza. Essa  conferma la validità del paradosso Downs-Thomson nel campo dei trasporti, nonché dell'intuizione del paradosso di Braess nel campo dell'analisi delle reti.
In altri termini la Posizione ipotizza che il traffico si espande in ragione della disponibilità di spazio stradale ed è generalmente nota  nel campo dei trasporti con il termine di traffico indotto come suggerito dalla "legge di ferro della congestione" di Anthony Downs.
La Posizione di Lewis-Mogridge non necessariamente implica che la costruzione di nuove strade non sia mai giustificata, ma che nella loro pianificazione è necessario considerare il sistema del traffico nel suo complesso. Ciò significa tenere conto dei flussi di trasporto di merci e persone e delle motivazioni sottostanti.
La Posizione non ha implicazioni limitate solo al trasporto privato. Uno dei suoi autori, Martin Mogridge, un fisico del ministero dei trasporti inglese, concluse anche che gli investimenti nella costruzione di strade in aree urbane congestionate avrebbero avuto l'effetto di ridurre la velocità media complessiva del sistema di trasporto, sia pubblico sia privato. Questa relazione di equilibrio è nota anche come "Paradosso Downs-Thomson". Tuttavia, secondo Anthony Downs questa relazione di equilibrio tra la velocità del trasporto pubblico e quella del trasporto privato esiste solo in aree dove i trasporti pendolari durante le ore di punta avvengono prevalentemente con mezzi pubblici, come la metro e i tram su rotaie, con linee sono separate dalla circolazione stradale dedicata alle auto. In questo caso, si ha equilibrio tra la velocità del sistema di trasporto pubblico  e privato durante le ore di punta quando il tempo necessario per ogni dato itinerario è equivalente su entrambe le modalità di trasporto. 